# 32596 Čepek
32596 Čepek è un asteroide della fascia principale. Scoperto nel 2001, presenta un'orbita caratterizzata da un semiasse maggiore pari a 2,4200139 au e da un'eccentricità di 0,1373444, inclinata di 6,20976° rispetto all'eclittica.